# Аламільйо (Нью-Мексико)
Аламільйо (англ. Alamillo) — переписна місцевість (CDP) в США, в окрузі Сокорро штату Нью-Мексико. Населення — 124 особи (2020).

## Географія
Аламільйо розташоване за координатами 34°15′7″ пн. ш. 106°54′57″ зх. д. / 34.25194° пн. ш. 106.91583° зх. д. (34.251883, -106.915800).  За даними Бюро перепису населення США в 2010 році переписна місцевість мала площу 3,11 км², уся площа — суходіл.

## Демографія
Згідно з переписом 2010 року, у переписній місцевості мешкали 102 особи в 43 домогосподарствах у складі 26 родин. Густота населення становила 33 особи/км².  Було 49 помешкань (16/км²).
Расовий склад населення:
| - 98,0 % — білих - 2,0 % — осіб інших рас |

До двох чи більше рас належало 0,0 %. Частка іспаномовних становила 28,4 % від усіх жителів.
За віковим діапазоном населення розподілялося таким чином: 20,6 % — особи молодші 18 років, 54,9 % — особи у віці 18—64 років, 24,5 % — особи у віці 65 років та старші. Медіана віку мешканця становила 46,5 року. На 100 осіб жіночої статі у переписній місцевості припадало 75,9 чоловіків;  на 100 жінок у віці від 18 років та старших — 84,1 чоловіків також старших 18 років.
Цивільне працевлаштоване населення становило 43 особи. Основні галузі зайнятості: науковці, спеціалісти, менеджери — 39,5 %, освіта, охорона здоров'я та соціальна допомога — 34,9 %, мистецтво, розваги та відпочинок — 25,6 %.